# Kleptochthonius barri
Kleptochthonius barri es una especie de arácnido  del orden Pseudoscorpionida de la familia Chthoniidae.

## Distribución geográfica
Se encuentra en Tennessee (Estados Unidos).